# Janssoniella major
Janssoniella major är en stekelart som beskrevs av Kerrich 1957. Janssoniella major ingår i släktet Janssoniella och familjen puppglanssteklar.
Artens utbredningsområde är Sverige. Arten är reproducerande i Sverige. Inga underarter finns listade i Catalogue of Life.